# Rokitowiec (województwo łódzkie)
Rokitowiec – wieś w Polsce położona w województwie łódzkim, w powiecie sieradzkim, w gminie Burzenin. Miejscowość wchodzi w skład sołectwa Gronów.
W latach 1975–1998 miejscowość należała administracyjnie do województwa sieradzkiego.